# 謝洪賚
謝洪賚（1873年—1916年），晚清民国中国著名基督教学者、翻译家、作家、社会活动家。英文名：Zia Hong-lai，字鬯候，號寄塵，笔名“廬隱”，浙江慈溪县人。

## 生平
大清同治十二年生于浙江宁波府慈溪县一个基督教世家，祖籍绍兴府余姚县泗门谢氏，因而文献也作谢为绍兴人。其英文化姓“Zia”为余姚慈溪一带地方方言发音。父亲謝元芳为基督教长老会牧师，生前已在余姚慈溪一带传教，谢在家中兄妹五人中为长子。1892年谢赴上海，入美國監理會創辦之著名的博習書院（Buffington Institute，今属东吴大学）就读。因英文颇佳而驻校协助校长翻译西方科学、宗教书籍。1895年毕业，留校在图书馆任职，1896年任教授。后创建中華基督教青年會（YMCA），在上海中西書院创办"幼徒會"，後改稱為青年會。1916年因肺病在上海去世，年仅43岁，葬浙江杭州九里松，有“謝公鐘塔”留作纪念。

## 著作
谢著作等身，有译著、编撰、专著等多种。
- 代表译著有：《华英初阶》六册[2]、《格物質學》、《八線備旨》、《代形合參》、《舊約註釋》、《最新中学教科书·物理学》（1904）、《最新地理教科書: 初等小學用》（1908年）。
- 编撰成书：《瀛環全誌》、《華英初階》、《英文進階》、《中英文典》[3]。

## 家庭
父謝元芳与鲍哲才为同门同学，妹谢罗大，嫁鲍哲才妻舅郁厚坤，故与鲍哲才家族亲上加亲。1898年，娶史拜言之妹史淑貞为妻，有四男五女，后代居香港、美国，代表性的有：
- 长女谢文秋（Grace Zia Chu），蒋宋美龄同学，嫁国府外交官朱世明，曾任世界女青年会副主席。
- 长子谢少文（Samuel H. Zia），微生物学家，中国科学院院士。
- 二子谢覃文（Eugene Zia），教授，曾任东吴大学会计系主任、佛山大学校长。
- 幼女谢文息（Elsie Zia），教育家。
- 幼子谢文元（Joshua Zia），哥伦比亚大学博士，美籍华人数学家[2]。